# Helmbloem
Helmbloem (Corydalis) is een geslacht van kruidachtige, eenjarige en overblijvende kruiden uit de papaverfamilie (Papaveraceae). Een aantal soorten van Corydalis worden beschouwd als synoniemen van soorten van Pseudofumaria (Muurhelmbloem).
Het geslacht komt van nature voor in de gematigde streken van het noordelijk halfrond en ook in Zuid-Afrika.
Het geslacht is nauw verwant aan het geslacht Fumaria; sommige botanici combineren de twee geslachten in één geslacht. De meeste soorten voelen zich thuis op schaduwrijke plekken.
Corydalis soorten worden door de larven van verschillende vlinder-soorten gebruikt als waardplant, onder meer door de geoogde bandspanner (Xanthorhoe montanata), Parnassius ariadne, Parnassius imperator, zwarte apollovlinder (Parnassius mnemosyne), Parnassius stubbendorfi en Parnassius tenedius.
enkele soorten
- Corydalis afghanica
- Corydalis aitchisonii
- Corydalis alpestris
- Corydalis angustifolia
- Corydalis aqua-gelidae
- Corydalis arctica
- Corydalis aurea
- Corydalis batesii
- Corydalis bracteata
- Corydalis buschii
- Corydalis caseana
- Corydalis cashmeriana
- Corydalis cava (Holwortel)
- Corydalis chaerophylla
- Corydalis cheilanthifolia (Varenhelmbloem)
- Corydalis chionophylla
- Corydalis clavibracteata
- Corydalis claviculata (Rankende helmbloem)
- Corydalis conorhiza
- Corydalis cornuta
- Corydalis darwasica
- Corydalis diphylla
- Corydalis elata
- Corydalis emmanuelii
- Corydalis flavula
- Corydalis flexuosa
- Corydalis glaucescens
- Corydalis gortschakovii
- Corydalis gotlandica
- Corydalis integra
- Corydalis intermedia
- Corydalis kushiroensis
- Corydalis latiflora
- Corydalis lineariloba
- Corydalis lutea (Gele helmbloem)
- Corydalis lydica
- Corydalis macrocentra
- Corydalis marschalliana
- Corydalis nariniana
- Corydalis nobilis
- Corydalis ochotensis
- Corydalis ochroleuca (Geelwitte helmbloem)
- Corydalis ophiocarpa
- Corydalis oppositifolia
- Corydalis pallida
- Corydalis parnassica
- Corydalis persica
- Corydalis pinnatibracteata
- Corydalis popovii
- Corydalis pumila
- Corydalis rosea
- Corydalis rupestris
- Corydalis rutifolia
- Corydalis saxicola
- Corydalis scouleri
- Corydalis seisumsiana
- Corydalis semenovii
- Corydalis sempervirens
- Corydalis shanginii
- Corydalis sibirica
- Corydalis solida (Vingerhelmbloem)
- Corydalis stenantha
- Corydalis tomentella
- Corydalis trilobipetala
- Corydalis vaginans
- Corydalis verticillaris
- Corydalis vesicaria
- Corydalis wendelboi
- Corydalis wilsonii
- Corydalis zeaensis

... · 
C. bulbosa · C. cava (Holwortel) · 
C. gotlandica · 
C. solida (Vingerhelmbloem) · 
...
... · 
Argemone · 
Bocconia · 
Ceratocapnos · 
Chelidonium (Stinkende gouwe) · 
Corydalis (Helmbloem) · 
Dendromecon · 
Dicentra · 
Eschscholzia · 
Fumaria (Duivenkervel) · 
Glaucium · 
Hunnemannia · 
Meconopsis · 
Papaver (Klaproos) · 
Pseudofumaria (Muurhelmbloem) · 
Romneya ·  
Stylophorum · 
...